# Doenav Roese
Doenav Roese (Bulgaars: ФК Дунав Русе) is een Bulgaarse voetbalclub uit Roese. De club werd opgericht in 1949 en ging in 2011 wegens financiële problemen in ontbinding maar maakte direct een doorstart.

## Geschiedenis
De club werd opgericht op 16 februari 1949 door een fusie tussen Lokomotiv, Dinamo en Roesenets. Dinamo was door fusie opvolger van Levski Roese, voor de Tweede Wereldoorlog de succesvolste club van de stad. De club nam al snel de naam Torpedo aan. In oktober 1949 werd de club dan ontbonden. In de plaats kwamen, zoals in vele Bulgaarse steden, verschillende sportclubs, zogenaamde DSO. Torpedo, Septemvri, Tsjerveno zname, SKNA en Spartak. 
Torpedo speelde in 1951 in de hoogste klasse maar werd laatste. De andere clubs speelden enkel in de tweede klasse. In 1956 speelde Torpedo opnieuw in de hoogste klasse, maar werd laatste met slechts zeven punten.
Op 11 mei 1957 fuseerden de vijf clubs tot Doenav Roese. De fusieclub kon meteen promotie afdwingen naar de hoogste klasse. Doenav deed het beter en kon zich vestigen in de hoogste klasse, in 1964 werd de vijfde plaats bereikt, Doenav degradeerde in 1967 en kon na één seizoen terugkeren. Na een zesde plaats in 1973 werd de club beschuldigd van omkoping en werd uit de hoogste klasse gezet. Na één seizoen keerde de club terug en werd vierde waardoor Doenav voor het eerst Europees kon spelen. In 1977 degradeerde club opnieuw en kon pas in 1984 terugkeren voor twee seizoenen.
Na een nieuwe promotie in 1988 werd de zesde plaats behaald. In 1991 degradeerde de club opnieuw. In februari 2011 ging de club failliet en er werd een doorstart gemaakt onder de naam Doenav 2010. Pas in 2016 terugkeren naar de hoogste klasse. In augustus 2020 werd besloten om de club, vanwege financiële redenen, terug te trekken naar het derde niveau in Bulgarije. In 2022 promoveerde de club weer. 

## Erelijst
- Beker van Bulgarije
  - Finalist: 1962
- B Grupa
  - 1950, 1954, 1957, 1968, 1974, 2016

## Roese in Europa
Uitslagen vanuit gezichtspunt Doenav Roese
| Seizoen | Competitie    | Ronde | Land                | Club            | Totaalscore | 1e W    | 2e W    | PUC |
| ------- | ------------- | ----- | ------------------- | --------------- | ----------- | ------- | ------- | --- |
| 1975/76 | UEFA Cup      | 1R    | Vlag van Italië     | AS Roma         | 1-2         | 0-2 (U) | 1-0 (T) | 2.0 |
| 2017/18 | Europa League | 1Q    | Vlag van Kazachstan | Irtysj Pavlodar | 0-3         | 0-1 (U) | 0-2 (T) | 0.0 |

Totaal aantal punten voor UEFA coëfficiënten: 2.0
Zie ook
- Deelnemers UEFA-toernooien Bulgarije
- Ranglijst van alle clubs die in de diverse Europa Cups zijn uitgekomen